# Peter Raats
Peter Raats (2 november 1965) is een Belgische politicus voor sp.a. 

## Biografie
Peter Raats werd geboren te Deurne (Antwerpen) op 2 november 1965.
Hij groeide op te Ekeren (Antwerpen) en zat vervolgens op het Sint Michielscollege, SM11, SITO 9 en het KA Kapellen 
Hij studeerde af aan het RITCS in 1988.
Hij was vanaf 1983  bijzonder actief in het amateurtheater. Zo stichtte hij onder meer het Parktheater te Brasschaat, vertaalde "Een Midzomernachtdroom" van Shakespeare, schreef en regisseerde hij in opdracht van de gemeente Brasschaat de historische evocatie "voor Aerden en Dorp" (1995),.... Hij volgde ook tal van cursussen in binnen- en buitenland waaronder: voordracht, toneel , dictie, regie, dramaturgie,... Zo kreeg hij o.m. les Van Hugo Meert, Helene Meyer (NL) en Robert Cohen (USA). Hij gaf zelf ook sporadisch les. 
Hij startte zijn professionele loopbaan in het theater en televisie als toneelmeester en studiomeester. Tussen 1989-91  maakte hij didactische programma's op het audio visueel centrum van de Koninklijke Rijkswachtschool. Nadien werkte hij nog free lance bij NTG, KNS-Raamteater en KVS.
In 1993 werd hij lid van sp.a.
In 1994 huwde hij met de IJslandse Ólöf Österby. Uit dit huwelijk kwamen twee kinderen en later nog een pleegdochter.
In 1995 werd hij fractievoorzitter in de Berchemse districtsraad. Een maand later deed hij mee aan de federale verkiezingen. Als districtsraadslid was hij naast tientallen andere dossiers diegene die de realisatie van de nieuwe muziekschool te Berchem politiek mee mogelijk maakte.
Ondertussen engageerde hij zich bij de Jongsocialisten en zetelde hij een tijdje in het nationaal bureau. Enkele jaren leiddee hij ook (onbezoldigd) de VZW die de werking ervan omkaderde. Bij de Jongsocialisten lanceerde hij de "prijs Regine Beer" (tweejaarlijkse prijs voor verdraagzaamheid). Hierop ontstond ook een jarenlange vriendschap tussen hem en Regine Beer tot aan haar dood in 2014.
Omdat dit vrijwillige werk allemaal te veel tijd opslorpte buiten de normale daguren en dit dan ook moeilijk te combineren was met zijn theaterwerk, koos hij ervoor om in 1996, na examen, ambtenaar te worden bij de federale overheid. Daar werd hij specialist in de fietsdiefstalpreventie, werkte hij o.a. mee aan het preventieplan voor Euro 2000 en begeleidde hij de werking van de Buurtinformatienetwerken (BIN). In die periode was hij verantwoordelijk voor de uitgave van "De Stallingswijzer", een normstellend referentiewerk over fietsparkeervoorzieningen. In dat laatste geeft hij tot op vandaag les. Peter Raats was zelf een overtuigd fietser en lid van de Fietsersbond van het eerste uur.
In 1998 werd hij voorzitter van de Berchemse preventieraad, een pilootproject dat hij geheel vrijwillig meer dan 10 jaar zou trekken.
In 1999 nam hij terug deel aan de federale verkiezingen.
In 2001 werd Raats (na de eerste rechtstreekse verkiezingen van de Antwerpse districten) te Berchem districtsschepen voor cultuur, feestelijkheden, markten en foren. Hij zou in die periode en later tal van monumenten oprichten of laten restaureren (zoals o.m. het monument voor dichter Herman de Coninck, de herplaatsing van de grenspaal de Hand, de Puff Marshie aan de Fruithoflaan,...). De succesvolle verhuis van de dinsdagmarkt staat ook op zijn naam.
Hij werkte ook nog een tijdlang op de communicatiedienst van het kabinet van regeringscommissaris Greet Van Gool (2001-2003).
In 2004 werkte hij enkele maanden als coördinator van de communicatiedienst op het kabinet van minister Freya Van Den Bossche. 
Eind 2004 besliste hij zich enkel nog toe te leggen op zijn lokaal mandaat. Iets wat hem met de lokale verkiezingen van 2006 geen windeieren opleverde. 
In 2005 lanceerde hij "de Merodefeesten" en schreef hij de Meroderoute (een cultuurhistorische fietstocht dwars door Berchem). Hieruit ontstond later het "herdenkingscomité graaf Frederik de Merode". Deze organisatie, waarvan hij tot op vandaag voorzitter is, staat (onbezoldigd)  in voor de jaarlijkse herdenking van het sneuvelen van graaf Frederik de Merode te Berchem (1830). 
Met de lokale verkiezingen van 2006 behaalde hij een record aantal voorkeurstemmen en wordt  districtsvoorzitter (districtsburgemeester) eveneens bevoegd voor o.m. verkeer en mobiliteit en dit van 2007 tot 2012. Bij diezelfde verkiezingen werd hij ook verkozen tot Provincieraadslid.
Voor de provincieraad zetelde hij in de raad van bestuur van de Ideale Woning (sociale huisvestingsmaatschappij) en Campus Vesta (Provinciaal opleidingscentrum voor politie, brandweer en ambulanciers). Zijn jarenlange ervaring met de diverse politiediensten kwam hem daar zeer goed van pas.
In 2012 won hij de prijs Publieke Ruimte voor de heraanleg van de Statiestraat-Driekoningenstraat te Berchem, een project dat onder zijn verantwoordelijkheid viel. Hij tekende zelf mee aan de omkaderende wijkcirculatie, de fietsparkeervoorzieningen en de rijbaankussens (die later standaard zouden worden in de stad). Onder zijn bevoegdheid worden in Berchem de Diksmuidelaan deels heringericht, kilometers nieuwe fietspaden gerealiseerd en een tiental schoolomgevingen verkeersveiliger gemaakt. Noemenswaardig is zeker ook het feit dat Peter Raats al die jaren geijverd heeft om het groen rond de ring van Berchem van verkoop en bebouwing te vrijwaren. Hij staat ook bekend als een volhouder. Zo bleef hij 17 jaar lang vechten om de Berchem Brug (een voetgangers- en fietsersbrug over de ring) te laten restaureren.
Hoewel zijn kartellijst SP.a/Groen! bij de Belgische lokale verkiezingen 2012 de grootste fractie werd, werd het kartel uit de meerderheid gehouden. Raats stapte hierop een tijdlang uit het publieke politieke toneel om zich te herbronnen.
Tussen 2013 en 2015 werd hij verantwoordelijk voor de dagelijkse werking van het socio-cultureel buurtcentrum De Nieuwe Vrede te Berchem, waarvan een jaar lang geheel vrijwillig en het tweede jaar, bij gebrek aan middelen,  deeltijds betaald. Hij lanceerde hier de term "Buurzaam"  (Buurtgericht en op een duurzame manier). Op drie jaar tijd werd dit centrum, dat volledig op vrijwilligers draait, het grootste amateurkunstencentrum van Vlaanderen met meer dan 1500 verhuurde dagdelen per jaar en meer dan 30 organisaties per maand die er hun huisvesting vinden. Dit combineerde hij met een deeltijdse opdracht als plaatsvervangend woordvoerder van Minister voor Werk Monica de Coninck.
Na de rampzalige federale en Vlaamse verkiezingen voor de socialisten in 2014, waar hij zelf ook aan deelnam, verloor hij in oktober 2014 niet alleen zijn werk op het kabinet, maar kon ook de Nieuwe Vrede hem niet langer in dienst houden. Ook zijn huwelijk liep op de klippen en hij viel als alleenstaande vader 18 maanden terug op een werkloosheidsuitkering. 
In 2015 mocht hij nog 3 maanden proeven van een mandaat als (plaatsvervangend) provincieraadslid. 
In april 2016 kon hij parttime als adviseur terecht op het kabinet van deputé Inga Verhaert. Ondertussen bleef hij bijscholingen volgen (dubbel boekhouden, facility coördinator...) en deed hij mee aan tal van examens en sollicitaties. Begin 2017 zou hij nog als gewoon arbeider deeltijds bijwerken bij Sint-Niklaas Logistics (LIDL).
In april 2017 keerde het tij en kon hij na een geslaagd examen voltijds starten als mobiliteitsdeskundige bij de gemeente Zwijndrecht, een taak die hij tot op heden met veel enthousiasme vervult.
In 2018 deed hij weer mee aan de lokale verkiezingen (ditmaal als lijstduwer) en werd terug verkozen als districtsraadslid in Berchem. Hij zetelt er vanaf januari 2019 als fractievoorzitter voor sp.a-Groen Berchem, het enige kartel dat in de stad wist stand te houden.
Naast overtuigd fietser, met trips naar Straatsburg en Kopenhagen, is Peter Raats ook graag creatief in de keuken en gidst hij sporadisch te Berchem maar ook in IJsland.
Op 26 mei 2019 duwde hij de opvolgerslijst bij de federale verkiezingen voor sp.a.
Enkele weken later kreeg hij te horen dat zijn huurappartement verkocht was en dat hij op korte termijn diende te verhuizen. Dit leidde er toe dat hij zich genoodzaakt zag om een betaalbare koopwoning te zoeken buiten Antwerpen. Met de hulp van velen kon dit gerealiseerd worden. Hij verhuisde naar de gemeente Niel. Op 1 november 2019 verliet hij dan ook noodgedwongen de politiek te Berchem.